# Echiniscus madonnae
Echiniscus madonnae är en djurart som tillhör fylumet trögkrypare, och som beskrevs av Łukasz Michalczyk och Łukasz Kaczmarek 2006. Echiniscus madonnae ingår i släktet Echiniscus och familjen Echiniscidae. Inga underarter finns listade i Catalogue of Life.